# Diocesi di Bononia
La diocesi di Bononia (in latino: Dioecesis Bononiensis) è una sede soppressa e sede titolare della Chiesa cattolica.

## Storia
Bononia, corrispondente alla città di Vidin in Bulgaria, è un'antica sede vescovile della provincia romana della Dacia Ripense nella diocesi civile di Dacia, suffraganea dell'arcidiocesi di Raziaria. Nessun vescovo è conosciuto di questa sede.
L'esorcista Ermete, onorato anche a Ratiaria, vi avrebbe subito il martirio, probabilmente all'epoca dell'imperatore Diocleziano. Nei martirologi è ricordato assieme a Gaio. Entrambi i martiri sono rivendicati anche da Bologna.
Dal 1933 Bononia è annoverata tra le sedi vescovili titolari della Chiesa cattolica; dall'8 giugno 2010 il vescovo titolare è John Joseph McIntyre, vescovo ausiliare di Filadelfia.

## Cronotassi dei vescovi titolari
- Antoine Caillot † (12 dicembre 1961 - 24 marzo 1964 succeduto vescovo di Évreux)
- John Burke † (3 agosto 1966 - 24 luglio 1970 deceduto)
- José Julio Aguilar García † (5 dicembre 1970 - 2 novembre 1972 nominato vescovo di Santa Cruz del Quiché)
- Pablo Antonio Vega Mantilla † (30 gennaio 1973 - 30 aprile 1991 nominato vescovo di Juigalpa)
- James Moriarty † (26 giugno 1991 - 4 giugno 2002 nominato vescovo di Kildare e Leighlin)
- Milan Šášik, C.M. † (12 novembre 2002 - 17 marzo 2010 nominato eparca di Mukačevo)
- John Joseph McIntyre, dall'8 giugno 2010